# David Chaves
David Chaves (o Chávez en algunas obras. n. Chilecito - San Juan, 2 de julio de 1903) fue un político e ingeniero argentino, que ocupó el cargo de Gobernador de San Juan. 
Nació del matrimonio formado por Crisólogo Chaves y de Doña María F. Andueza. Si bien nació en Sarmiento, localidad cercana a Chilecito, en La Rioja, se radicó desde adolescente en San Juan, asistiendo al Colegio Nacional. Se recibió de Ingeniero en la Escuela de Minas de San Juan (actual Universidad Nacional de San Juan) y posteriormente estudió agrimensura.
Fue Ministro de Obras Públicas de la Provincia entre 1892 y 1895 de los gobernadores Alejandro Albarracín, Domingo Morón y Justo Castro. Durante su gestión como gobernador se inauguró el monumento histórico a Salvador María del Carril. Por motivos de salud, ocupó su cargo su vicegobernador, el abogado Pedro Doncel, entre diciembre de 1901 a febrero de 1902.